# デレク・ボアテング
デレク・オウス・ボアテング（Derek Owusu Boateng, 1983年5月2日 - ）は、ガーナ・アクラ出身の元同国代表サッカー選手。現役時代のポジションはMF。

## 経歴

### クラブ
1999年にギリシャのカラマタFCでプロキャリアをスタートさせ、2001年にパナシナイコスFCに移籍した。2003年8月、スウェーデンのAIKソルナに移籍し、2006年7月、イスラエルのベイタル・エルサレムFCに移籍した。2009年1月21日、ドイツの1.FCケルンに移籍し、その夏にスペインのヘタフェCFに移籍した。
2016年1月25日にNASLのラージョOKCへ加入し1年間プレー。翌年1月31日にOFIクレタへ復帰することが発表された。

### 代表
ガーナ代表として2001 FIFAワールドユース選手権に出場し、2ゴールを決めチームの準優勝に貢献した。その後2006 FIFAワールドカップ、2010 FIFAワールドカップメンバーにも選出された。

## 所属クラブ
- カラマタFC 1999-2001
- パナシナイコスFC 2001-2003

→  OFIクレタ 2002-2003 (loan)
- AIKソルナ 2003-2006
- ベイタル・エルサレムFC 2006-2008
- 1.FCケルン 2009
- ヘタフェCF 2009-2011
- FCドニプロ 2011-2013
- フラムFC 2013-2014
- ラージョ・バジェカーノ 2014
- SDエイバル 2014-2015
- ラージョOKC 2016-2017
- OFIクレタ 2017-

## 代表歴

### 出場大会
- ガーナ代表
  - 2006 FIFAワールドカップ
  - 2010 FIFAワールドカップ

### 試合数
- 国際Aマッチ 48試合 1得点（2001年-2013年）[3]

| ガーナ代表 | 国際Aマッチ | 国際Aマッチ |
| 年         | 出場        | 得点        |
| ---------- | ----------- | ----------- |
| 2001       | 1           | 0           |
| 2002       | 7           | 1           |
| 2003       | 3           | 0           |
| 2004       | 1           | 0           |
| 2005       | 0           | 0           |
| 2006       | 5           | 0           |
| 2007       | 2           | 0           |
| 2008       | 0           | 0           |
| 2009       | 1           | 0           |
| 2010       | 3           | 0           |
| 2011       | 8           | 0           |
| 2012       | 10          | 0           |
| 2013       | 7           | 0           |
| 通算       | 48          | 1           |

## タイトル

### クラブ
AIK
- スーペルエッタン : 2005

ベイタル・エルサレム
- イスラエル・プレミアリーグ : 2006-07, 2007-08
- グヴィア・ハメディナ : 2008

### 個人
- イスラエル・プレミアリーグ年間最優秀外国人選手 : 2007-08